# Getto w Olkuszu

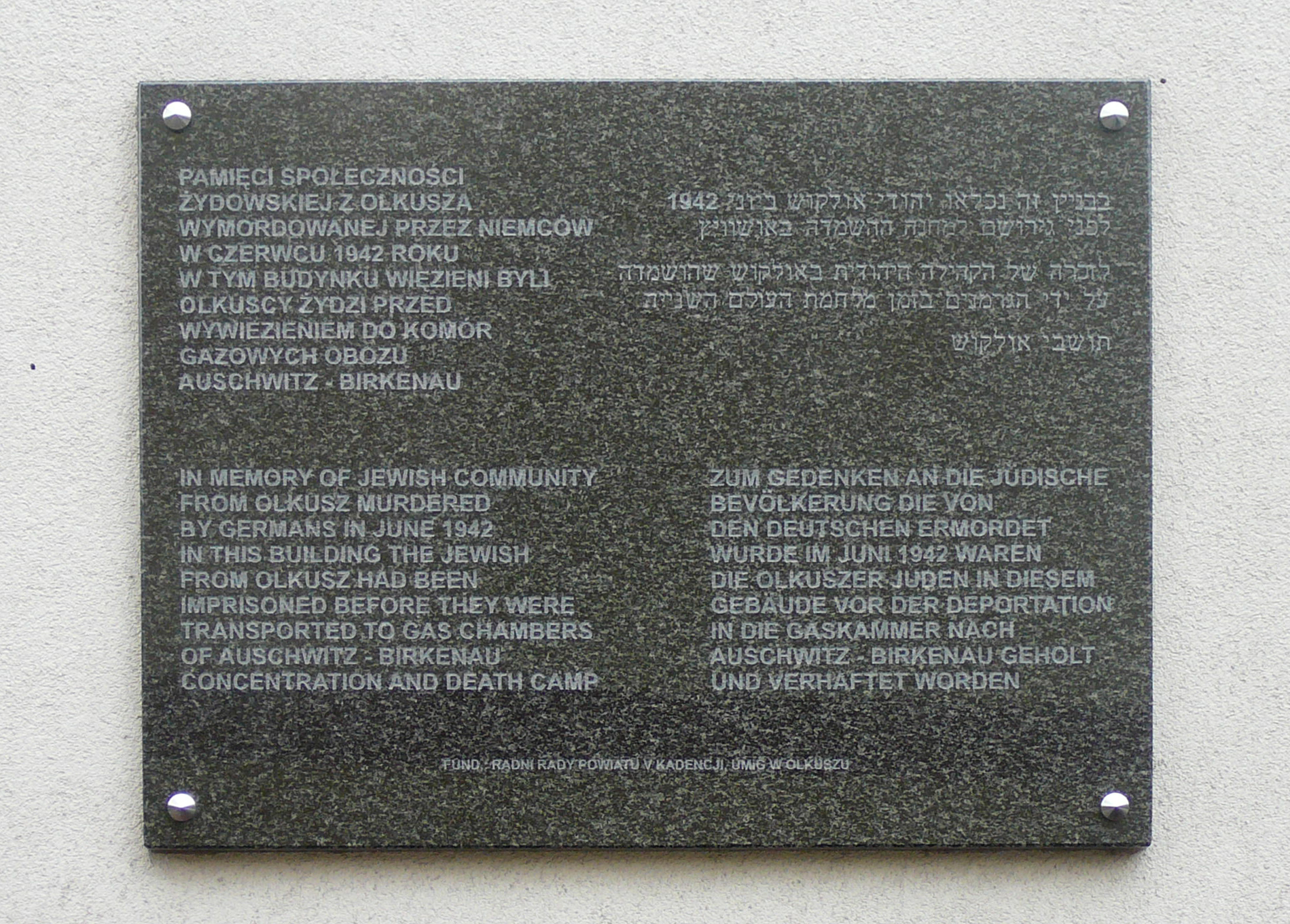
Tablica na gmachu starostwa powiatowego w Olkuszu upamiętniająca żydowskich mieszkańców miasta zamordowanych w czasie Zagłady

Getto w Olkuszu – getto dla ludności żydowskiej istniejące w Olkuszu w okresie niemieckiej okupacji.
Getto zostało utworzone we wrześniu 1941 roku i objęło północno-wschodnią część miasta, a także podolkuskie wsie Parcze, Sikorka i Słowiki. W końcowym okresie swojego istnienia liczyło około 3,4 tys. mieszkańców. W czerwcu 1942 roku zostało zlikwidowane przez Niemców, a większość jego mieszkańców zgładzono w komorach gazowych, najprawdopodobniej w obozie zagłady Auschwitz II – Birkenau.

## Żydzi olkuscy w pierwszych latach okupacji

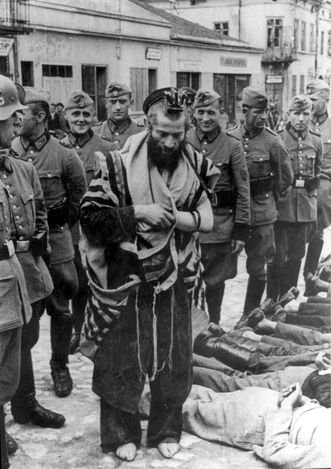
Moszek Joel Hagierman, dajan olkuskiej gminy żydowskiej, w czasie wydarzeń „krwawej środy” (31 lipca 1940)

Według danych z 1937 roku w Olkuszu zamieszkiwało 2,7 tys. Żydów. Na krótko przed wybuchem II wojny światowej osiedliła się tam jeszcze pewna liczba Żydów polskich wypędzonych z III Rzeszy.
Olkusz został zajęty przez oddziały Wehrmachtu już w piątym dniu kampanii wrześniowej. Na mocy dekretu Adolfa Hitlera z 8 października 1939 roku miasto wraz z południowo-zachodnią częścią powiatu olkuskiego wcielono do Rzeszy jako część rejencji katowickiej Prowincji Śląsk. Od pierwszych dni okupacji ludność żydowska była poddawana różnorakim formom represji. Na terenie miasta i powiatu – przede wszystkim w okolicach mostu nad Przemszą, którym wiodła droga z Olkusza na Sławków – niemieccy żołnierze terroryzowali i mordowali żydowskich uchodźców powracających do swych rodzinnych miejscowości w Zagłębiu Dąbrowskim. Według niektórych świadków liczba zamordowanych mogła sięgnąć nawet stu osób. Represje nie ominęły także olkuskich Żydów, których niemieccy żołnierze i policjanci doraźnie zabierali do rozmaitych prac przymusowych, bili, upokarzali, rabowali. Zdarzały się przypadki obcinania bród ortodoksyjnym wyznawcom judaizmu.
W październiku 1939 roku powołano olkuski Judenrat, którego przewodniczącym został dentysta Azryl Flaszenberg. Do pełnienia tej funkcji wyznaczył go Mojżesz Merin – przewodniczący Judenratu w getcie sosnowieckim, a zarazem przewodniczący Centrali Gmin Żydowskich na Wschodnim Górnym Śląsku. W skład olkuskiego Judenratu weszli ponadto dwaj bracia Czarneccy oraz nieznana z nazwiska niemiecka Żydówka, która była jego sekretarzem i pośrednikiem w kontaktach z władzami niemieckimi. W styczniu 1940 roku Flaszenberg został przeniesiony na stanowisko komisarza gminy żydowskiej w Strzemieszycach. Zastąpił go wtedy Dionizy Sobol, który szybko zdobył sobie reputację kolaboranta i awanturnika. Pod jego nadzorem zorganizowano w Olkuszu żydowską służbę porządkową.
Prawdopodobnie na początku grudnia 1939 roku olkuskim Żydom narzucono obowiązek noszenia białych opasek z gwiazdą Dawida. Wcześniej zakazano im posiadania gotówki w kwocie większej niż 1 tys. reichsmarek lub 2 tys. złotych oraz zabroniono przekazywania majątku Aryjczykom. Zablokowano także należące do nich depozyty bankowe oraz oznaczono specjalnymi znakami żydowskie sklepy i warsztaty. Obowiązywał ponadto zakaz podróżowania koleją przez Żydów. W styczniu 1940 roku zbezczeszczono olkuską synagogę oraz nałożono na miejscowych Żydów kontrybucję w złocie.
Olkuscy Żydzi na równi z Polakami padli ofiarą wydarzeń olkuskiej „krwawej środy” 31 lipca 1940 roku. Poniósł wtedy śmierć co najmniej jeden Żyd – obywatel USA nazwiskiem Majer (prawdopodobnie jego prawdziwe nazwisko brzmiało Isaac Miller). W „krwawą środę” niemieccy policjanci znęcali się szczególnie okrutnie nad dajanem olkuskiej gminy żydowskiej, Moszkiem Joelem Hagiermanem. Zdjęcie Hagiermana dręczonego na olkuskim rynku jest obecnie jedną z najbardziej znanych fotografii z czasu Holocaustu.
Według niemieckiego spisu z 23 grudnia 1939 roku w powiecie olkuskim mieszkało 4097 Żydów, z czego 3080 w Olkuszu. Wkrótce liczba ta wzrosła, gdyż w połowie czerwca 1940 roku do Olkusza przesiedlono Żydów z Chorzowa, a według niektórych źródeł także z Piaśnik i innych miejscowości Górnego Śląska. Liczba wysiedleńców mogła sięgnąć 800, a nawet 1500 osób.
W październiku 1940 roku rozpoczęły się wywózki olkuskich Żydów do obozów pracy w Rzeszy. W pierwszym transporcie znalazło się 140 osób. W styczniu 1941 roku wywieziono kolejnych 130 mężczyzn, a w sierpniu tegoż roku – 300 kobiet.

## Getto w latach 1941–1942

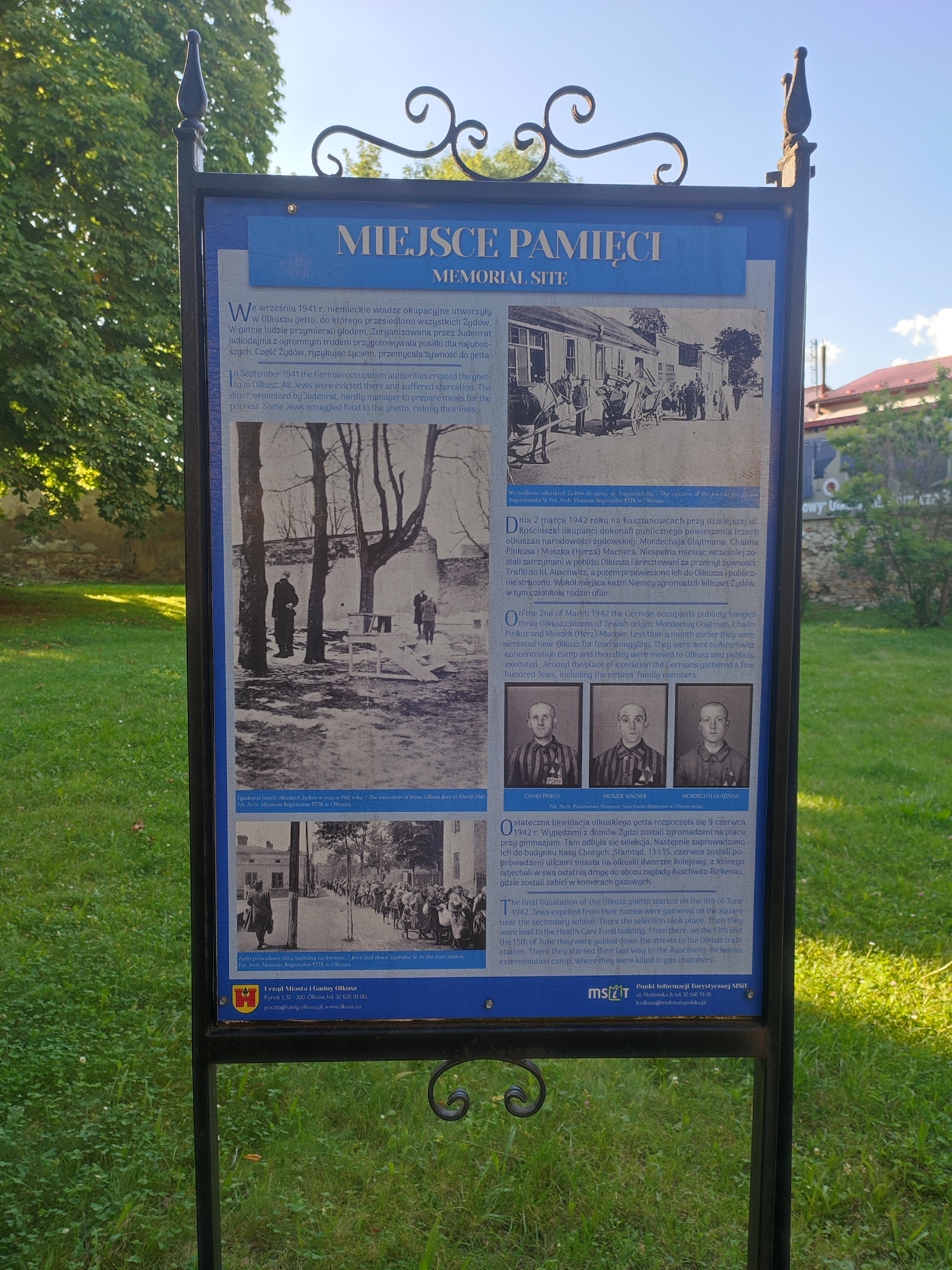
Tablica przy ul. Kościuszki upamiętniająca publiczną egzekucję trzech Żydów 2 marca 1942 roku

We wrześniu 1941 roku w Olkuszu utworzono getto. Objęło ono północno-wschodnie przedmieście miasta, a jego granica sięgała współczesnego skrzyżowania ul. Francesco Nullo z ul. Kościuszki. Ponadto do getta włączono wsie będące obecnie dzielnicami miasta: Sikorkę, a częściowo także Parcze i Słowiki. Przesiedlenie ludności żydowskiej do getta trwało dziesięć dni i było nadzorowane przez specjalną komisję złożoną z Niemców przybyłych z Sosnowca i Będzina. W przesiedleniu uczestniczyli również przedstawiciel Centrali Gmin Żydowskich na Wschodnim Górnym Śląsku oraz żydowscy policjanci z gett w Sosnowcu i Będzinie. Z domów, które znalazły się w obrębie getta, wysiedlono wszystkich Polaków.
Getto nie było ogrodzone, lecz wejść do niego pilnowali niemieccy i żydowscy policjanci. Opuszczanie getta bez specjalnego zezwolenia było zabronione. Wszystkich Żydów oznaczono żółtymi gwiazdami Dawida (w miejsce noszonych uprzednio białych opasek).
W getcie panowały trudne warunki bytowe. Zamożniejsi Żydzi mieszkali bliżej centrum miasta, najubożsi – na osiedlu Sikorka, często po 7–8 osób w jednej izbie. Oficjalne dzienne przydziały żywności wynosiły zaledwie 250–300 gramów chleba na osobę. Dotkliwym problemem były również niedobory drewna opałowego i węgla. W gmachu przedwojennego gimnazjum męskiego przy ul. Augustiańskiej (ob. Francesco Nullo) zorganizowano kuchnię gminną dla ubogich. Wydawała ona około 300 posiłków dziennie. Z kolei w gmachu przedwojennego gimnazjum żeńskiego, który znajdował się na granicy getta, urządzono prowizoryczny żydowski szpital. W getcie działało także przedszkole, do którego uczęszczało średnio 30 dzieci.
Judenrat był zobowiązany dostarczać władzom niemieckim robotników przymusowych. Olkuscy Żydzi byli zatrudnieni przede wszystkim w fabryce waliz oraz w filii fabryki („szopu”) szycia i naprawy mundurów Rosnera, która mieściła się w budynku gimnazjum męskiego. Według autorów opracowania Encyclopedia of Camps and Ghettos około 50 olkuskich Żydów pracowało także w zakładach metalowych należących do sosnowieckiej firmy „Blech und Holzwarenfabrik, Josef Skopek”. Nie ustały ponadto wywózki do obozów pracy. 12 marca 1942 roku wywieziono 117 kobiet, 20 kwietnia – 140 mężczyzn, a 21–23 maja – nawet do tysiąca mężczyzn i kobiet.
2 lub 3 marca 1942 roku przy ul. Kościuszki na kasztanowcach rosnących na placu pozostałym po nieistniejącym klasztorze oo. Augustianów Niemcy powiesili trzech Żydów. Ofiarami byli Mordka Jakob Glajtmann, Moszek Israel Macner i Chaim Israel Pinkus, których aresztowano kilka tygodni wcześniej na drodze z Olkusza do Chrzanowa i przez kilka dni przetrzymywano w KL Auschwitz. Niemcy nadali egzekucji publiczny charakter, zmuszając do jej obserwowania około 200 mieszkańców getta. Inspiratorem zbrodni był naczelny sędzia olkuski, dr Martin Buchwald. Publiczna egzekucja miała w jego zamyśle stanowić przestrogę dla ludności getta przed prowadzeniem nielegalnego handlu .

## Likwidacja getta

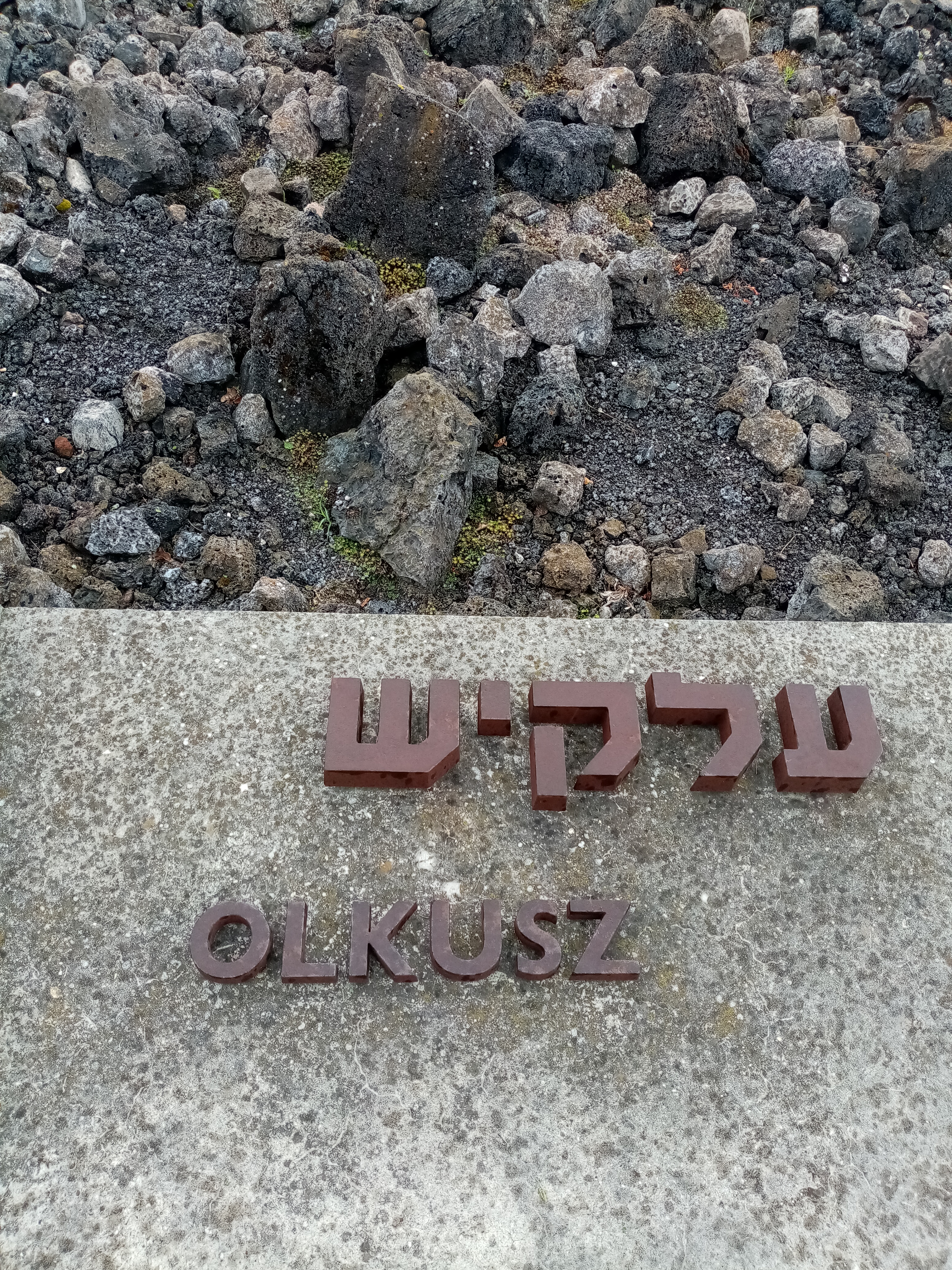
Upamiętnienie Olkusza w Muzeum – Miejscu Pamięci w Bełżcu. W rzeczywistości jest jednak mało prawdopodobnym, iż olkuscy Żydzi zostali zgładzeni w tym obozie zagłady

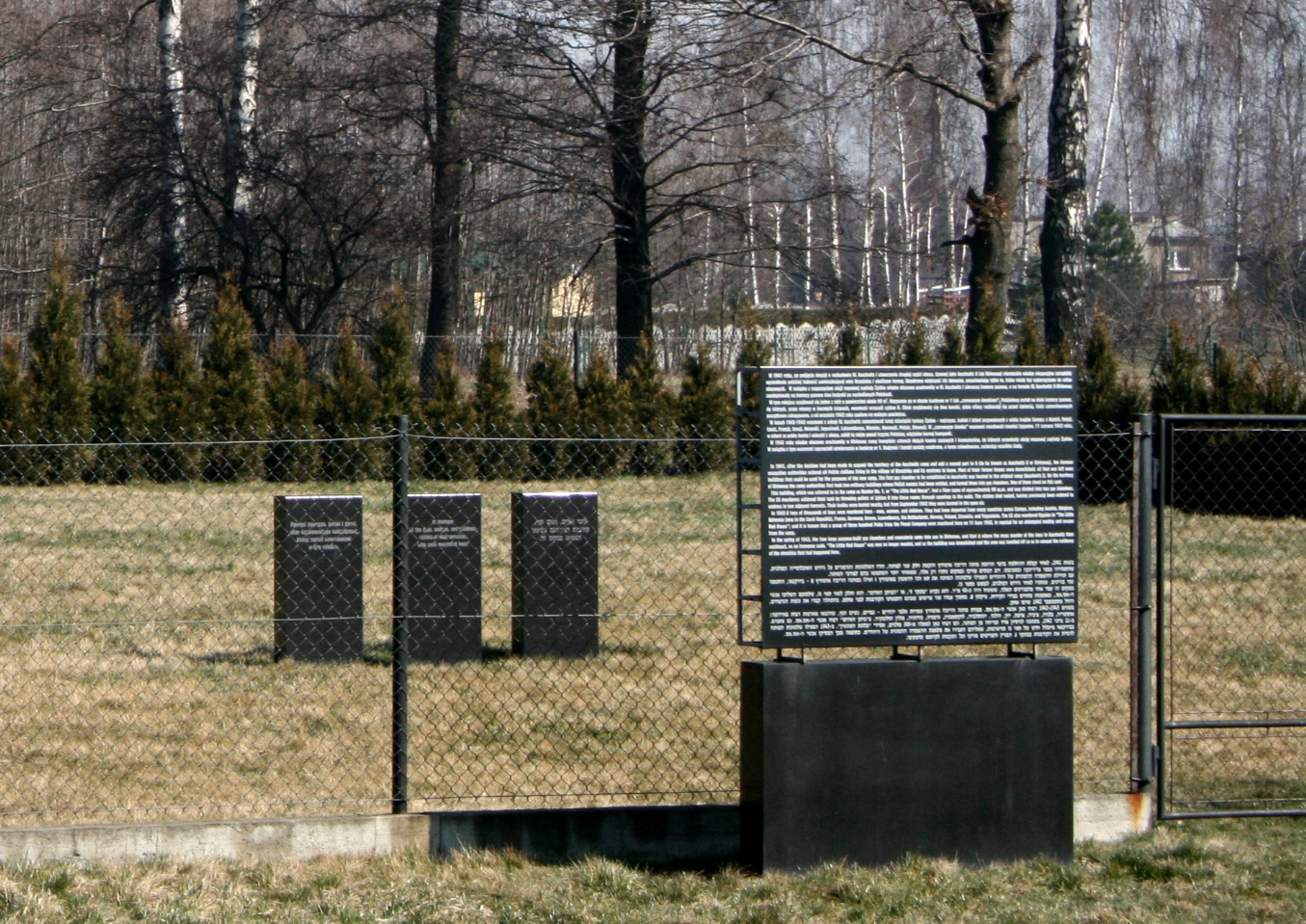
Upamiętnienie „czerwonego domku” w byłym obozie zagłady Auschwitz II – Birkenau. Prawdopodobnie w tej komorze gazowej zginęli Żydzi deportowani z Olkusza

Latem 1942 roku Niemcy rozpoczęli wywózki z gett w Zagłębiu Dąbrowskim i na Górnym Śląsku do obozów zagłady. Akcją tą objęto również Olkusz. „Wysiedlenie” rozpoczęło się w nocy z 9 na 10 czerwca lub nad ranem 10 czerwca. Pierwszych ujętych Żydów umieszczono w budynku kuchni gminnej przy ul. Augustiańskiej, kolejnych doprowadzano na sąsiadujący z nią placyk. W czasie „wysiedlenia” w Olkuszu przebywał Mojżesz Merin i inni urzędnicy sosnowieckiej Centrali. Obok Niemców w akcji uczestniczyli żydowscy policjanci z Sosnowca i Będzina. Według relacji świadków wykazywali się oni wyjątkową gorliwością i brutalnością. Im też powierzono zadanie pilnowania olkuskich Żydów zgromadzonych w kuchni gminnej.
W ciągu niespełna doby na terenie byłego gimnazjum męskiego przy ul. Augustiańskiej zgromadzono około 3,4 tys. osób. Na wspomnianym placyku odbyła się „selekcja”, którą przeprowadził SS-Obersturmbannführer Friedrich Karl Kuczynski. Około 200 Żydów uznano za zdolnych do pracy i pozostawiono w gmachu gimnazjalnym. W gronie tym znaleźli się prawdopodobnie urzędnicy Judenratu, funkcjonariusze żydowskiej służby porządkowej, personel żydowskiego szpitala, a być może także pracownicy filii „szopu” Rosnera. Następnego dnia zabrano ich do obozu przejściowego w Sosnowcu, a stamtąd wywieziono do różnych obozów koncentracyjnych i obozów pracy (Annaberg, Blechhammer, Groß-Rosen, Buchenwald).
Pozostałych Żydów odprowadzono do nieukończonego gmachu kasy chorych przy ul. Mickiewicza (ob. siedziba starostwa powiatowego). Tam przez dwa dni przetrzymywano ich bez wody i żywności. W czasie wysiedlenia niektórzy Żydzi usiłowali się ukryć w rozmaitych kryjówkach na terenie getta; jeżeli zostali schwytani, kierowano ich do kasy chorych bez względu na fakt, czy byli zdolni do pracy. 13 czerwca do gmachu przy ul. Mickiewicza doprowadzono jeszcze Żydów z okolicznych miasteczek i wsi. Zostali oni zgromadzeni na przyległym do budynku placu. Tego samego dnia ze stacji kolejowej w Olkuszu odszedł pierwszy transport do obozu zagłady. Drugi, a zarazem ostatni transport odprawiono 15 czerwca, znaleźli się w nim między innymi pacjenci żydowskiego szpitala. Łącznie na śmierć w komorach gazowych wywieziono około 3 tys. Żydów. Do jednego z transportów dołączono także Polaka – umysłowo chorego Leopolda Jarno.
Dobytek pożydowski Niemcy sprzedali – lepsze rzeczy reichsdeutschom i volksdeutschom, a gorsze Polakom. Po likwidacji getta pozostało w Olkuszu jeszcze od 10 do 20 Żydów. Byli to pracownicy fabryki waliz. Przetrzymywano ich w przyfabrycznym budynku, którego nie mieli prawa opuszczać. Wszyscy zostali wywiezieni do obozów w lipcu 1943 roku.
Wśród badaczy Zagłady nie ma pełnej zgody co do miejsca, w którym zgładzono olkuskich Żydów. United States Holocaust Memorial Museum podawało, że zostali oni wywiezieni do obozu zagłady w Bełżcu. Podobnego zdania był również badacz historii tego obozu, Robin O’Neil. W rezultacie Olkusz jest jednym z miast, które upamiętniono w Muzeum – Miejscu Pamięci w Bełżcu. Zdaniem Krzysztofa Kocjana, autora pierwszej monografii poświęconej olkuskiemu gettu, jest jednak mało prawdopodobnym, iż olkuscy Żydzi zostali zgładzeni w komorach gazowych Bełżca. Wskazuje on w tym kontekście na oddalenie obozu od Olkusza oraz na fakt, że do Bełżca nigdy nie kierowano transportów z ziem polskich wcielonych do Rzeszy. Kocjan i Ireneusz Cieślik stoją na stanowisku, że transporty z Olkusza skierowano do obozu zagłady Auschwitz II – Birkenau. Adam Cyra uważa to za prawdopodobne, podkreślając jednocześnie, iż zachowana dokumentacja poobozowa nie zawiera żadnych informacji na temat zgładzenia olkuskich Żydów w Auschwitz-Birkenau. Informacja o wywiezieniu olkuskich Żydów do tego obozu widnieje ponadto w publikacji Encyclopedia of Camps and Ghettos wydanej przez USHMM w 2012 roku. Żydzi z Olkusza prawdopodobnie zginęli w tzw. czerwonym domku, pierwszej prowizorycznej komorze gazowej w Birkenau.
Kontrowersje budzi również kwestia ustalenia personaliów olkuskich Żydów zamordowanych w czasie Holocaustu. Na liście ofiar, którą opracował Krzysztof Kocjan, widnieje blisko 2,3 tys. nazwisk. Przy jej tworzeniu Kocjan wykorzystał listę wysiedleńczą z nazwiskami 726 olkuskich Żydów, którą odnaleziono w archiwach Żydowskiego Instytutu Historycznego. Adam Cyra uważa jednak, że lista ŻIH nie może służyć za źródło przy ustalaniu personaliów olkuskich ofiar Holocaustu, gdyż nie wiadomo, kto i kiedy ją sporządził oraz czy osoby, których nazwiska na niej widnieją, rzeczywiście zostały zamordowane. Wskazuje ponadto, że na liście znajdują się również nazwiska Żydów z Chorzowa i okolic, których wysiedlono do Olkusza w czerwcu 1940 roku. Zdaniem Cyry opracowanie wiarygodnego wykazu Żydów z Olkusza i powiatu olkuskiego zgładzonych w komorach gazowych nie jest możliwe, gdyż ofiary takie mordowano bez formalnej rejestracji w obozowych kartotekach. Dlatego w swoim opracowaniu Mieszkańcy ziemi olkuskiej w hitlerowskich więzieniach i obozach koncentracyjnych (2005) zamieścił nazwiska jedynie 86 Żydów z Olkusza i powiatu olkuskiego, których śmierć w niemieckich obozach koncentracyjnych znajduje potwierdzenie w obozowej dokumentacji. Zamieścił także nazwiska dwojga Żydów zmarłych w niemieckich więzieniach, a także nazwiska 95 Żydów, którzy przeżyli pobyt w obozach lub ich los pozostaje nieznany.
Łącznie w czasie II wojny światowej poniosło śmierć około 15 tys. Żydów z terenów ówczesnego powiatu olkuskiego, w tym 3 tys. żydowskich mieszkańców Olkusza. Liczba olkuskich Żydów, którzy przeżyli wojnę, jest szacowana na około 150 osób.

## Upamiętnienie

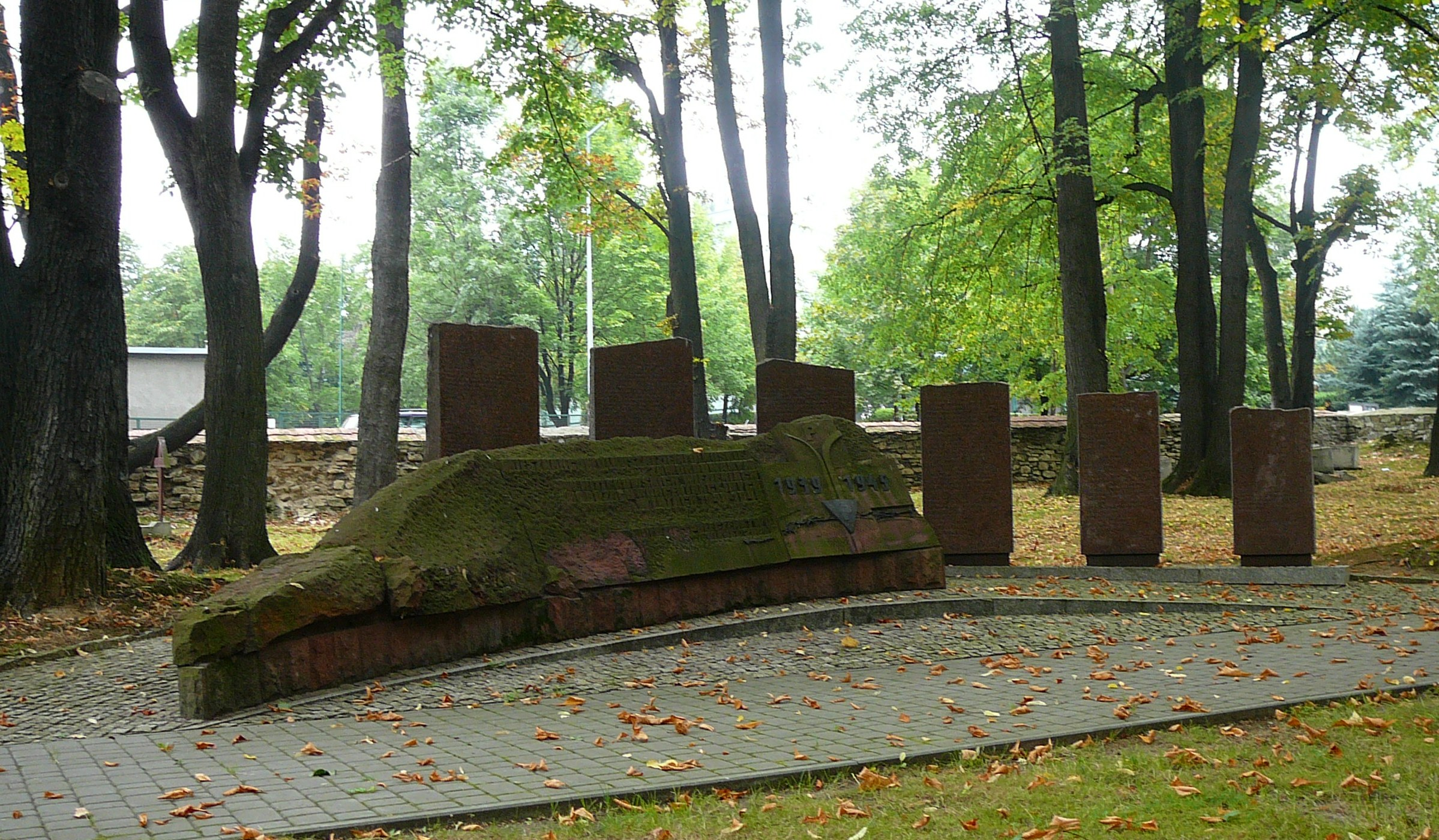
Pomnik na starym cmentarzu w Olkuszu

W czerwcu 2005 roku na starym cmentarzu w Olkuszu odsłonięto pomnik autorstwa Katarzyny Krzykawskiej, upamiętniający mieszkańców Olkusza i ziemi olkuskiej zamordowanych w hitlerowskich obozach koncentracyjnych i więzieniach. Na pięciu tablicach zapisano nazwiska ofiar. Na szóstej tablicy znalazł się natomiast napis:

Pamięci kilkunastu tysięcy Żydów z Olkusza i ziemi olkuskiej, głównie bezimiennych ofiar komór gazowych w KL Auschwitz-Birkenau i w Bełżcu.
„Różne są języki naszych modlitw, lecz łzy są zawsze takie same” – Abraham Joshue Heschel

Pomnik spotkał się z ostrą krytyką ze strony niektórych olkuskich historyków i regionalistów, którzy uznali, że zaciera on prawdę o wojennych losach ziemi olkuskiej i faworyzuje ofiary polskie. Wskazywali na niestosowność lokalizacji pomnika na terenie cmentarza chrześcijańskiego oraz podkreślali, iż na tablicach wykuto nazwiska 300 Polaków i zaledwie 30 Żydów, co stanowić miało rażące naruszenie proporcji, jeśli wziąć pod uwagę fakt, iż w czasie niemieckiej okupacji poniosło śmierć około 15 tys. Żydów i około 2 tys. Polaków z Olkusza i powiatu. Zwracali także uwagę, iż na tablicach powinny znaleźć się nazwiska 726 Żydów, które widnieją na liście wysiedleńczej odnalezionej w archiwach ŻIH. Z zarzutami polemizowali inicjatorzy budowy pomnika, w szczególności Adam Cyra, którego ustalenia posłużyły za główne źródło przy wyborze nazwisk umieszczonych na tablicach. Argumentowali, że głównym kryterium był fakt jednoznacznego potwierdzenia śmierci danej osoby w niemieckim obozie lub więzieniu, a lista wysiedleńcza nie może być w tym kontekście uznana za źródło w pełni wiarygodne.
Z inicjatywy Ireneusza Cieślika od 2006 roku w rocznicę likwidacji getta w Olkuszu jest organizowany marsz pamięci.
W czerwcu 2017 roku na budynku starostwa powiatowego w Olkuszu odsłonięto tablicę upamiętniającą olkuskie ofiary Zagłady. Widnieje na niej napis w językach polskim, niemieckim, angielskim i hebrajskim:

Pamięci społeczności żydowskiej z Olkusza wymordowanej przez Niemców w czerwcu 1942 roku. W tym budynku więzieni byli olkuscy Żydzi przed wywiezieniem do komór gazowych obozu Auschwitz-Birkenau

## Wspomnienia i relacje
W 1972 roku w Tel Awiwie opublikowana została Księga Pamiątkowa Żydów Olkuskich.
W 1992 roku w Izraelu opublikowano wspomnienia Mosze Bergera pt. W tajgach Sybiru. Autor był olkuskim Żydem, który w listopadzie 1939 roku wraz z jedną z sióstr uciekł z rodzinnego miasta do sowieckiej strefy okupacyjnej. Osiem miesięcy później wywieziono ich w głąb ZSRR, skąd powrócili do Olkusza dopiero w 1945 roku. Rodzice Bergera wraz z pozostałymi siostrami zostali zgładzeni przez Niemców w czasie likwidacji olkuskiego getta.